# Филимонов, Даниил Филимонович
Дании́л Филимо́нович Филимо́нов (10 декабря [22 декабря] 1855, село Первое Степаново, Чурачикская волость, Цивильский уезд, Казанская губерния, Российская империя — 11 мая 1938, там же) — христианский просветитель, переводчик, педагог, общественный деятель, этнограф. Как автор немалочисленных текстов на чувашском языке, справедливо считается чувашским писателем. Деятель обновленчества.

## Биография
Даниил Филимонов родился 10 декабря 1855 года в семье государственных крестьян. Учился в земском училище в селе Чурачики, потом перешёл в Абызовское училище Ядринского уезда. В сентябре 1872 года Даниил Филимонов в числе первых из чувашей поступил в только что открывшуюся Казанскую инородческую учительскую семинарию, где познакомился со студентом Казанского университета И. Я. Яковлевым.
В 1875 году Даниил Филимонов окончил Казанскую инородческую учительскую семинарию, в том же году стал преподавать в Симбирской центральной Чувашской школе. С 1877 по 1881 годы являлся заведующим этой школой.
В 1882 году по предложению Н. И. Ильминского и по совету И. Я. Яковлева принял сан священника. Для этого пришлось выдержать экзамены в духовной консистории в Казани. После этого стал служить в селе Мусирмы Цивильского уезда, где он открыл земское училище, готовящее учителей для школ. По его инициативе были открыты 8 школ в Цивильском уезде.

## Просветительская деятельность
В феврале 1894 года Даниил Филимонов был переведён в село Ишаки Козьмодемьянского уезда. 4 октября 1894 года он открыл в селе Ишаки миссионерскую школу с учительским классом. В октябре 1895 года при школе открылся класс иконописи — единственный во всей Казанской губернии. Работая священником в церквях и одновременно в школах Казанской, Симбирской, Самарской губерний Даниил Филимонов активно участвовал в развитии школьного образования чуваш.
Филимонов является соавтором яковлевского букваря для чуваш, алфавита и новой чувашской письменности. Имел деловые отношения с чувашским этнографом и историком Н. В. Никольским, с языковедом-тюркологом Н. И. Ашмариным.
Им были переведены на чувашский язык учебник и «Рассказы по русской истории», он написал оригинальные тексты для букваря, перевёл главы Евангелия, произведения русских писателей, множество книг религиозно-нравственного содержания.
В 1922 или 1923 году уклонился в обновленческий раскол.
19 января 1924 года указом обновленческого Священного Синода протоиерей Д. Ф. Филимонов был назначен Чебоксарским епископом, викарием Чувашской епархии.
29 февраля того же года в Свято-Троицкой церкви города Казани он был хиротонисан в епископа города Чебоксары архиепископом Казанским Алексием в сослужении епископов Цивильского Тимофея и Чистопольского Василия.
15 января 1929 года он был возведён обновленческим Синодом в сан архиепископа.
16 октября того же года он по слабости здоровья был освобождён согласно прошению от управления Чебоксарским викариатством.
Последние годы жил в селе Первое Степаново, где состоял настоятелем местной церкви. Даниил Филимонов умер 11 мая 1938 года. Похоронен на сельском кладбище.

## Память
Постановлением главы администрации Цивильского района в мае 1998 года его имя присвоено школе в селе Первое Степаново.